# Mohammad Khiabani
Shaikh Mohammad Khiabani (in persiano شیخ محمد خیابانی‎, a volte scritto Khiyabani, noto anche come Shaikh Mohammad Khiābāni Tabrizi; Khamaneh, 1880 – Tabriz, 14 settembre 1920) è stato un religioso e politico iraniano, leader politico e rappresentante del parlamento persiano.

## Biografia
Nacque a Khameneh, vicino alla città di Tabriz, da Haji Abdolhamid, un commerciante di Khameneh. Divenne attivo durante la rivoluzione costituzionale persiana e fu un importante dissidente contro il colonialismo straniero, che successivamente lo portò ad essere mandato in esilio dagli ottomani nel 1918.

## Attività politica
Dopo la rivoluzione russa del 1917, Khiabani ristabilì il Partito Democratico di Tabriz dopo essere stato bandito per cinque anni e pubblicò il quotidiano Tajaddod, organo ufficiale del partito, curato dal suo sostenitore Taqi Rafat. 
Khiabani svolse un ruolo attivo nella rivoluzione e nella stesura della costituzionale iraniana e fu eletto deputato di Tabriz all'età di 30 anni dopo la rivoluzione. Dopo la chiusura della seconda assemblea, fuggì nel Khorasan per non essere arrestato e iniziò la sua l'attività. Dopo l'ascesa al trono di Ahmet Kaçar, tornò alla politica e cercò di esercitare pressioni politiche contro l'intervento del Regno Unito e dell'Impero russo in Iran, tentando di annullare gli accordi commerciali. Vedendo che il governo centrale era debole e dipendente dalle forze esterne, si rese conto che le azioni che cercava di fare non avrebbero prodotto alcun risultato. Tornò quindi a Tabriz dove lanciò le sue rivolte contro il governo.
In opposizione al trattato del 1919 tra la Persia e il Regno Unito, che trasferiva in modo esclusivo ai britannici i diritti di decidere su tutti gli affari militari, finanziari e doganali della Persia, si ribellò e catturò Tabriz e le aree circostanti, proclamando l'Azadistan ("terra di libertà") Non era, tuttavia, un separatista. Khiabani e i suoi seguaci scelsero il nome "Azadistan" come gesto di protesta contro l'assegnazione del nome "Azerbaigian" al governo di Baku in Transcaucasia. Dopo la caduta di Vosough od-Dowleh, l'allora primo ministro, il nuovo primo ministro inviò Mehdi Qoli Hedayat a Tabriz, dandogli piena autorità di reprimere le rivolte. Khiabani fu sconfitto alla fine dell'estate del 1920 e venne in seguito giustiziato. È sepolto al mausoleo Shah Abdol-Azim, nella città di Rey, vicino a Teheran.